# Ольшевська Галина Сергіївна
Галина Сергіївна Ольше́вська (нар. 29 листопада 1898, Будилівка — пом. 7 листопада 1972, Чернігів) — українська радянська акторка театру.

## Біографія
Народилася 17 [29] листопада 1898 року в селі Будилвці (тепер Житомирський район Житомирської області, Україна). 
Сценічну діяльність почала 1915 року в українській трупі М. М. Рудикова в Житомирі, потім виступала в різних пересувних українських театрах. В 1930—1941 роках — акторка Чернігівського українського музично-драматичного театру імені Тараса Шевченка. В 1941—1943 роках — в Краснодарському українському театрі, 1944—1946 роках — у Харківському українському драматичному театрі імені Тараса Шевченка. В роки німецько-радянської війни була учасницею фронтових концертних бригад. З 1946 по 1972 рік знову акторка Чернігівського українського музично-драматичного театру.
Членкиня ВКП(б) з 1951 року. З 1956 року — депутатка Чернігівської обласної ради депутатів трудящих. 
Померла в Чернігові 7 листопада 1972 року.

## Ролі
- Ганна («Безталанна» Івана Карпенка-Карого);
- Устя Шурай («Ой не ходи, Грицю, та й на вечорниці» Михайла Старицького);
- Варвара («Богдан Хмельницький» Олександра Корнійчука);
- Кабаниха («Гроза» Олександра Островського);
- Леді Мільфорд («Підступність і кохання» Фрідріха Шиллера);
- Господиня («Кам'яне гніздо» Геллиа Вуолійокі).

## Відзнаки
- Заслужена артистка УРСР з 23 листопада 1949 року[1];
- Народна артистка УРСР з 1957 року;
- Орден Трудового Червоного Прапора.